# Абубакар Умару
Абубакар Умару (фр. Aboubakar Oumarou, нар. 4 січня 1987, Яунде) — камерунський футболіст, нападник клубу «Шеньчжень».
Виступав, зокрема, за клуб «Воєводина», а також національну збірну Камеруну.

## Клубна кар'єра
Народився 4 січня 1987 року в місті Яунде. Вихованець футбольної школи клубу «Яньбянь Фуде». Дорослу футбольну кар'єру розпочав 2006 року в основній команді того ж клубу, взявши участь лише у 5 матчах чемпіонату. 
Згодом з 2007 по 2010 рік грав у складі команд клубів «Гуанчжоу Фулі», «Црвена Звезда» та ОФК (Белград).
Своєю грою за останню команду привернув увагу представників тренерського штабу клубу «Воєводина», до складу якого приєднався 2010 року. Відіграв за команду з Нового Сада наступні три сезони своєї ігрової кар'єри. Більшість часу, проведеного у складі «Воєводини», був основним гравцем атакувальної ланки команди. У складі «Воєводини» був одним з головних бомбардирів команди, маючи середню результативність на рівні 0,36 голу за гру першості.
Протягом 2013—2016 років захищав кольори клубів «Васланд-Беверен» та «Партизан».
До складу клубу «Шеньчжень» приєднався 2016 року. Відтоді встиг відіграти за команду з Шеньчженя 28 матчів в національному чемпіонаті.

## Виступи за збірну
У 2012 році дебютував в офіційних матчах у складі національної збірної Камеруну. Наразі провів у формі головної команди країни 3 матчі.

## Титули і досягнення
- Чемпіон Сербії (1):

«Партизан»: 2015-16